# Rettig
Rettig är ett efternamn av tyskt ursprung. Offentlig statistik för 2014 ger följande antal personer bosatta i Sverige och Danmark respektive registrerade i Finland med namnvarianterna
- Rettig: Sverige 46, Finland 6, Danmark 49
- von Rettig: Sverige 3, Finland 18

Totalt blir detta i Sverige och Danmark 49 personer, i Finland 24 personer. Siffrorna från Finland är sannolikt något för höga, då de inkluderar utvandrare som fortfarande lever. Namnformen von Rettig kommer under spärrgränsen i Danmark, och båda namnformerna kommer under denna gräns i Norge.
Namnet Rettig ingår vidare i namn på företag (se nedan) och byggnader (se nedan) i Finland och Sverige.

## Personer med efternamnet Rettig eller von Rettig
- Carl Anton Rettig (1814–1896), svensk bruksägare, godsägare och politiker
- Claes von Rettig (1931–2013), svensk regissör och dramatiker
- Edith Rettig (1874–1941), verksam inom svensk hemslöjdsrörelse
- Edward Rettig (1849–1928), svensk militär
- Fredric von Rettig (1843–1914) finländsk fabrikör, godsägare, kommerseråd och donator
- Gustaf Rettig (1842–1918), svensk bruksdisponent
- Hans von Rettig (1894–1979), finländsk fabrikör, godsägare och svensk generalkonsul
- Heinz Rettig (1920–2003), tysk-svensk psykiater
- Herbert Rettig (1888–1962),svensk historiker, godsägare och donator
- Hjalmar Rettig (1856–1925), svenskt kansliråd
- John Rettig (1847–1907), svensk grosshandlare och politiker
- John R. Rettig (1878–1959), svensk företagsledare
- Kerstin Bertoft-von Rettig (1929–2013), svensk mosaikkonstnär, tecknare och författare
- Pehr Cerelius Rettig (1811–1871), svensk-finländsk företagsledare
- Pehr Christian Rettig (1788–1862), svensk bruksägare, grundare av P.C. Rettig & Co
- Robert Rettig (1818–1886), svensk grosshandlare och politiker
- Ullastina Rettig (1917–2008), svensk skådespelare

## Svenska släkten Rettig från Baden och Hamburg
Bland personer med namnet Rettig märks en borgerlig släkt från Baden i södra Tyskland som är känd sedan 1500-talet. Från denna släkt var Friedrich Jakob Rettig (1716–efter 1769) först 1748–1757 kattuntryckargesäll och slaktare i Hamburg, men är nämnd 1768 som kattuntryckare i Stockholm. Sonen Stephanus Cyrillus Rettig (1750–1828) kom 1791 via Danmark till Karlskrona, där han arbetade med tobaksfabrikation, från 1826 med egen snus- och kardusfabrik, som emellertid upphörde efter hans död.

## Finländska adelsätten von Rettig
Stephanus Cyrillus Rettigs son Pehr Christian Rettig kom att bosätta sig i Gävle, där han 1809 grundade tobaksfirman P.C. Rettig & Co. Denna firma etablerade 1845 en tobaksfabrik i Åbo som blev starten för Rettig Group. Den leddes senare av sonsonen Fredric Rettig (1843–1914), vilken som finländsk adelsman efter 1898 hade namnet von Rettig. Familjen Rettig/von Rettig är känd för stora donationer till kulturella ändamål i Gävle respektive Åbo. 

## Släktträd i urval
Siffror i parentes avser tabellnummer i släktartikel på Adelsvapen-Wiki.
- Pehr Christian Rettig (1788–1862), svensk bruksägare, grundare av P.C. Rettig & Co (4)
  - Pehr Cerelius Rettig (1811–1871), svensk-finländsk företagsledare (4f)
  - Carl Anton Rettig, Rettig i Hemstanäs (1814–1896),  svensk bruksägare, godsägare och riksdagsman (5)
    - Gustaf Rettig (1842–1918), svensk bruksdisponent och bankdirektör (6)
      - Edith Rettig (1874–1941), svensk hemslöjdsaktivist
      - Carl Gustaf Rettig (1875–1927) (6f)
        - Ullastina Rettig (1917–2008), svensk skådespelare (6ff)

  - Robert Rettig (1818–1886), svensk grosshandlare och riksdagsman (9)
    - Fredric von Rettig (1843–1914) finländsk fabrikör och kommerseråd, (10)
      - Henning von Rettig (1866–1924), finländsk fabrikör (11)
        - Hans von Rettig (1894–1979), finländsk industriman, skeppsredare, bergsråd och donator (11f)
          - Gilbert von Rettig (1928–1994), finländsk företagsledare

      - Eric von Rettig (1867–1937), finländsk politiker(12)
        - Margareta Aminoff (1913–1998), finländsk politiker

      - Pontus Christer von Rettig (1874–1904), svensk godsägare (13)
        - Göran von Rettig (1901–1933), svensk författare (13f)
          - Claes von Rettig (1931-2013), svensk regissör, (13ff) gift med Kerstin Bertoft-von Rettig (1929–2013), svensk mosaikkonstnär och författare

    - John Rettig (1847–1907), svensk grosshandlare och riksdagsman (9f)
    - Carl Wilhelm Rettig (1849–1932), svensk brukspatron (14)
      - John R. Rettig (1878–1959), svensk företagsledare (14f)

    - Hjalmar Rettig (1856–1925), svensk jurist, kansliråd (15)
      - Herbert Rettig (1888–1962), svensk historiker, godsägare och donator (15f)

### Tillhör inte den svenska grenen av släkten
- Heinz Rettig (1920–2003) tysk-svensk psykiater

## Företag
- P.C. Rettig & Co, senare Oy Rettig Ab och Rettig Group

## Byggnader
- Rettigska fabriken, Åbo, nu använd av Yrkeshögskolan Novia
- Rettigska huset, Villagatan, Stockholm
- Rettigska palatset i Gävle
- Rettigska palatset i Åbo